# Europese weg 234
De Europese weg 234 of E234 is een weg die uitsluitend door Duitsland loopt. Hij komt langs deze steden en wegen:
- Cuxhaven (begin)
- Bremerhaven
- Bremen (kruising met de E22)
- Dreieck Walsrode met de E45 (einde)

Het traject dat de E234 is daarbij identiek als van de Bundesautobahn 27.